# Düsseldorfer Turn- und Sportverein Fortuna 1895
El Düsseldorfer Turn- und Sportverein Fortuna 1895, més conegut en català simplement com a Fortuna Düsseldorf és un club de futbol alemany, de la ciutat de Düsseldorf, a Rin del Nord-Westfàlia. Va ser fundat en 1895 i juga a la Bundesliga alemanya. A nivell d'Alemanya ha guanyat la Lliga (1933) i la Copa (1979 i 1980); i a nivell europeu quedà subcampió de la Recopa d'Europa (1979) i campió del Trofeu Ciutat de Palma (1989).

## Història
El club va ser fundat el 1919 com a Düsseldorfer Turn- und Sportverein Fortuna 1895 després de la fusió de tres clubs anteriors, el Turnverein Flingern 1895 (fundat el 1895), el Düsseldorfer Fußballklub Spielverein (1908) i el Fußballklub Alemania 1911 (1911), reanomenat com a Düsseldorfer Fußballklub Fortuna 1911 el 1913. Després de guanyar els primers campionats del districte a finals dels anys 20, la temporada 1932-1933 van guanyar l'única Lliga alemanya guanyada fins al moment en derrotar el FC Schalke 04 per 3-0, convertint-se en el primer equip campió de la regió del Ruhr. El 1936 va perdre la final de lliga i el 1937 va perdre la final de la Copa.
Després de la Segona Guerra Mundial, l'equip es va desmantellar i, a causa dels mals resultats dels anys següents, l'equip va haver de començar des de la segona divisió quan es va inaugurar la Bundesliga el 1964. Va aconseguir arribar al màxim nivell el 1966, però només hi va passar un any. Va tornar a ascendir el 1971 i aquesta vegada hi va jugar 16 temporades consecutives, però sense obtenir resultats destacables. A la Copa, però, ho va fer bé. Després de perdre la final cinc vegades, va guanyar les Copes de 1979 i 1980. També va establir un gran rècord guanyant 18 partits de copa consecutius entre 1978 i 1981. El 1979 també va jugar la final de la Recopa d'Europa i va perdre per 4 a 3 contra el FC Barcelona.
Des del seu descens el 1987, ha passat per diverses divisions, així com la 3. Liga (la tercera divisió alemanya) la temporada 2008-09. Actualment competeix a la 2. Bundesliga (segona divisió).

## Plantilla 2024-25
A 4 febrer 2025 
| N. | Pos. | Nac. | Jugador                                      |
| -- | ---- | --- | -------------------------------------------- |
| 1  | POR  | [[Fitxer:Flag of Germany.svg\|23x15px\|border \|alt=Alemanya\|link=Selecció de futbol d'Alemanya\|{{#if:\|]]                      | Robert Kwasigroch (cedit pel Hertha BSC)     |
| 3  | DEF  | [[Fitxer:Flag of Germany.svg\|23x15px\|border \|alt=Alemanya\|link=Selecció de futbol d'Alemanya\|{{#if:\|]]                      | André Hoffmann (capità)                      |
| 5  | DEF  | [[Fitxer:Flag of Germany.svg\|23x15px\|border \|alt=Alemanya\|link=Selecció de futbol d'Alemanya\|{{#if:\|]]                      | Moritz Heyer                                 |
| 6  | MIG  | [[Fitxer:Flag of France (1794–1815, 1830–1974).svg\|23x15px\|border \|alt=França\|link=Selecció de futbol de França\|{{#if:\|]]   | Giovanni Haag                                |
| 7  | DAV  | [[Fitxer:Flag of Germany.svg\|23x15px\|border \|alt=Alemanya\|link=Selecció de futbol d'Alemanya\|{{#if:\|]]                      | Dženan Pejčinović (cedit pel VfL Wolfsburg)  |
| 8  | MIG  | [[Fitxer:Flag of Iceland.svg\|23x15px\|border \|alt=Islàndia\|link=Selecció de futbol d'Islàndia\|{{#if:\|]]                      | Ísak Bergmann Jóhannesson                    |
| 9  | DAV  | [[Fitxer:Flag of the Netherlands.svg\|23x15px\|border \|alt=Països Baixos\|link=Selecció de futbol dels Països Baixos\|{{#if:\|]] | Vincent Vermeij                              |
| 10 | DAV  | [[Fitxer:Flag of the Netherlands.svg\|23x15px\|border \|alt=Països Baixos\|link=Selecció de futbol dels Països Baixos\|{{#if:\|]] | Myron van Brederode (cedit per l'AZ Alkmaar) |
| 11 | MIG  | [[Fitxer:Flag of Germany.svg\|23x15px\|border \|alt=Alemanya\|link=Selecció de futbol d'Alemanya\|{{#if:\|]]                      | Moritz Kwarteng (cedit pel VfL Bochum)       |
| 12 | DEF  | [[Fitxer:Flag of Iceland.svg\|23x15px\|border \|alt=Islàndia\|link=Selecció de futbol d'Islàndia\|{{#if:\|]]                      | Valgeir Lunddal Friðriksson                  |
| 15 | DEF  | [[Fitxer:Flag of Germany.svg\|23x15px\|border \|alt=Alemanya\|link=Selecció de futbol d'Alemanya\|{{#if:\|]]                      | Tim Oberdorf                                 |
| 18 | DAV  | [[Fitxer:Flag of Germany.svg\|23x15px\|border \|alt=Alemanya\|link=Selecció de futbol d'Alemanya\|{{#if:\|]]                      | Jona Niemiec                                 |
| 19 | DAV  | [[Fitxer:Flag of Germany.svg\|23x15px\|border \|alt=Alemanya\|link=Selecció de futbol d'Alemanya\|{{#if:\|]]                      | Emmanuel Iyoha                               |
| 20 | DEF  | [[Fitxer:Flag of Germany.svg\|23x15px\|border \|alt=Alemanya\|link=Selecció de futbol d'Alemanya\|{{#if:\|]]                      | Jamil Siebert                                |

| N. | Pos. | Nac. | Jugador                                  |
| -- | ---- | --- | ---------------------------------------- |
| 21 | MIG  | [[Fitxer:Flag of Germany.svg\|23x15px\|border \|alt=Alemanya\|link=Selecció de futbol d'Alemanya\|{{#if:\|]]                    | Tim Rossmann                             |
| 22 | MIG  | [[Fitxer:Flag of Germany.svg\|23x15px\|border \|alt=Alemanya\|link=Selecció de futbol d'Alemanya\|{{#if:\|]]                    | Danny Schmidt                            |
| 23 | MIG  | [[Fitxer:Flag of Germany.svg\|23x15px\|border \|alt=Alemanya\|link=Selecció de futbol d'Alemanya\|{{#if:\|]]                    | Shinta Appelkamp                         |
| 24 | DAV  | [[Fitxer:Flag of Poland.svg\|23x15px\|border \|alt=Polònia\|link=Selecció de futbol de Polònia\|{{#if:\|]]                      | Dawid Kownacki (cedit pel Werder Bremen) |
| 25 | DEF  | [[Fitxer:Flag of Germany.svg\|23x15px\|border \|alt=Alemanya\|link=Selecció de futbol d'Alemanya\|{{#if:\|]]                    | Matthias Zimmermann                      |
| 26 | POR  | [[Fitxer:Flag of Germany.svg\|23x15px\|border \|alt=Alemanya\|link=Selecció de futbol d'Alemanya\|{{#if:\|]]                    | Florian Schock                           |
| 27 | DAV  | [[Fitxer:Flag of Poland.svg\|23x15px\|border \|alt=Polònia\|link=Selecció de futbol de Polònia\|{{#if:\|]]                      | Dennis Jastrzembski                      |
| 31 | MIG  | [[Fitxer:Flag of Germany.svg\|23x15px\|border \|alt=Alemanya\|link=Selecció de futbol d'Alemanya\|{{#if:\|]]                    | Marcel Sobottka (2n capità)              |
| 33 | POR  | [[Fitxer:Flag of Germany.svg\|23x15px\|border \|alt=Alemanya\|link=Selecció de futbol d'Alemanya\|{{#if:\|]]                    | Florian Kastenmeier (3r capità)          |
| 34 | DEF  | [[Fitxer:Flag of France (1794–1815, 1830–1974).svg\|23x15px\|border \|alt=França\|link=Selecció de futbol de França\|{{#if:\|]] | Nicolas Gavory                           |
| 35 | MIG  | [[Fitxer:Flag of Germany.svg\|23x15px\|border \|alt=Alemanya\|link=Selecció de futbol d'Alemanya\|{{#if:\|]]                    | Daniel Bunk                              |
| 37 | MIG  | [[Fitxer:Flag of Germany.svg\|23x15px\|border \|alt=Alemanya\|link=Selecció de futbol d'Alemanya\|{{#if:\|]]                    | Dávid Savic                              |
| 45 | MIG  | [[Fitxer:Flag of Germany.svg\|23x15px\|border \|alt=Alemanya\|link=Selecció de futbol d'Alemanya\|{{#if:\|]]                    | Karim Affo                               |